# Commandant des forces terrestres ukrainiennes
Le commandant des forces terrestres ukrainiennes (ukrainien : Командувач Сухопутних військ) est le plus haut responsable des forces terrestres ukrainiennes. De 2001 à 2005, il est connu sous le titre de « commandant en chef » (ukrainien : Головнокомандувач Сухопутних військ).
Alors que le poste de commandant des forces terrestres est créé au début de l’année 1992, il faut plus de deux ans avant que le premier titulaire, le colonel général Vassyl Sobkov, ne soit nommé le 7 avril 1994.

## Liste des titulaires
| #                                                        | Portrait                                  | Nom                                                         | Début et fin de mandat                    | Début et fin de mandat                    | Durée                                     |
| Commandant (Командувач Сухопутних військ)                | Commandant (Командувач Сухопутних військ) | Commandant (Командувач Сухопутних військ)                   | Commandant (Командувач Сухопутних військ) | Commandant (Командувач Сухопутних військ) | Commandant (Командувач Сухопутних військ) |
| -------------------------------------------------------- | ----------------------------------------- | ----------------------------------------------------------- | ----------------------------------------- | ----------------------------------------- | ----------------------------------------- |
| 1                                                        |                                           | Colonel général Vassyl Sobkov (1944-2020)                   | 7 avril 1994                              | 30 septembre 1998                         | 4 ans, 5 mois                             |
| 2                                                        |                                           | Colonel général Petro Chouliak (né en 1945)                 | 30 septembre 1998                         | 20 août 2001                              | 2 ans, 10 mois                            |
| Commandant en chef (Головнокомандувач Сухопутних військ) |                                           |                                                             |                                           |                                           |                                           |
| (2)                                                      |                                           | Colonel général Petro Chouliak (né en 1945)                 | 20 août 2001                              | 27 novembre 2001                          | 3 mois                                    |
| #                                                        |                                           | Lieutenant général Mykola Petrouk (né en 1950) intérim      | 27 novembre 2001                          | 19 décembre 2001                          | 21 jours                                  |
| 3                                                        |                                           | Colonel général Oleksandr Zatinaïko (né en 1949)            | 19 décembre 2001                          | 13 août 2002                              | 7 mois                                    |
| #                                                        |                                           | Lieutenant général Mykola Petrouk (né en 1950) intérim      | 13 août 2002                              | Octobre 2003                              | 1 an, 2 mois                              |
| #                                                        |                                           | Lieutenant général Valeri Frolov (né en 1949) intérim       | Novembre 2002                             | 19 juillet 2004                           | 8 mois                                    |
| 4                                                        |                                           | Colonel général Mykola Petrouk (né en 1950)                 | 19 juillet 2004                           | 16 juin 2005                              | 10 mois                                   |
| Commandant (Командувач Сухопутних військ)                |                                           |                                                             |                                           |                                           |                                           |
| (4)                                                      |                                           | Colonel général Mykola Petrouk (né en 1950)                 | 16 juin 2005                              | 6 mai 2006                                | 10 mois                                   |
| 5                                                        |                                           | Lieutenant général Valeri Frolov (né en 1949)               | 26 mai 2006                               | 28 juin 2007                              | 1 an, 1 mois                              |
| 6                                                        |                                           | Colonel général Ivan Svyda (né en 1950)                     | 28 juin 2007                              | 18 novembre 2009                          | 2 ans, 4 mois                             |
| 7                                                        |                                           | Colonel général Henadi Vorobiov (1961–2017)                 | 18 novembre 2009                          | 17 janvier 2014                           | 4 ans, 1 mois                             |
| #                                                        |                                           | ? intérim                                                   | 17 janvier 2014                           | 6 avril 2014                              | 2 mois                                    |
| #                                                        |                                           | Lieutenant général Anatoliy Pouchniakov (1954-2021) intérim | 6 avril 2014                              | 6 mai 2014                                | 1 mois                                    |
| 8                                                        |                                           | Lieutenant général Anatoliy Pouchniakov (1954-2021)         | 6 mai 2014                                | 13 janvier 2016                           | 1 an, 8 mois                              |
| #                                                        |                                           | Lieutenant général Rouslan Khomtchak (né en 1967) intérim   | 13 janvier 2016                           | 28 mars 2016                              | 2 mois                                    |
| 9                                                        |                                           | Colonel général Serhiï Popko (né en 1961)                   | 28 mars 2016                              | 5 août 2019                               | 3 ans, 4 mois                             |
| 10                                                       |                                           | Colonel général Oleksandr Syrsky (né en 1965)               | 5 août 2019                               | 11 février 2024                           | 4 ans, 6 mois                             |
| 11                                                       |                                           | Colonel général Oleksandr Pavliouk (né en 1970)             | 11 février 2024                           | 29 novembre 2024                          | 9 mois                                    |
| 12                                                       |                                           | Major général Mykhaïlo Drapatiy (né en 1982)                | 29 novembre 2024                          | 1er juin 2025                             | 6 mois                                    |
| 13                                                       |                                           | En attente de nomination                                    | 1er juin 2025                             | En fonction                               |                                           |